# Obrium hainanum
Obrium hainanum är en skalbaggsart som beskrevs av Tatsuya Niisato och Hua 1998. Obrium hainanum ingår i släktet Obrium och familjen långhorningar. Inga underarter finns listade i Catalogue of Life.